# Avondale (Terre-Neuve-et-Labrador)
Pour les articles homonymes, voir Avondale.
Avondale est une ville située sur la péninsule d'Avalon de l'île de Terre-Neuve dans la province de Terre-Neuve-et-Labrador au Canada. La population y était de 667 habitants en 2006.

## Géographie
Avondale est située sur la péninsule d'Avalon de l'île de Terre-Neuve à la tête nord-ouest de la baie de la Conception. La communauté est située à 59 km au sud-ouest de Saint-Jean et à 72 km au nord-est de Placentia.

## Démographie
| Année | Population |
| ----- | ---------- |
| 1976  | 937        |
| 2006  | 667        |

## Annexe